# Pržinovac
Pržinovac je naselje u sastavu grada Opuzena, Dubrovačko-neretvanska županija, Republika Hrvatska.

## Povijest
Do teritorijalne reorganizacije u Hrvatskoj nalazio se u sastavu stare općine Metković. Kao samostalno naseljeno mjesto Pržinovac postoji od popisa 2011. godine. Naselje je nastalo izdvajanjem dijelova naselja Buk Vlaka i Opuzen.

## Stanovništvo
Na popisu stanovništva 2011. godine Pržinovac je imao 33 stanovnika.

| broj stanovnika | 33    | 13    |
|                 | 2011. | 2021. |